# Platja de La Conchiquina
La platja de la Conchiquina es troba en el concejo asturià de Cudillero i pertany a la localitat de Aroncés. La platja té forma de petxina, una longitud d'uns 100 m i una amplària mitjana d'uns 20 m.
Els seus accessos són molt difícils havent de lliscar-se pels penya-segats, bastant verticals.
Per accedir a aquesta platja cal localitzar prèviament els nuclis unbans principals d'on surten els accessos. Els nuclis de població més propers són Cudillero i Villademar. Per arribar hi ha dos accessos: el primer, més confortable i fàcil i part d'un camí que va a Aguilar des del poble de «Aroncés» i que s'inicia abans de la primera corba del camí de baixada cap al mirador. Després de travessar un bosquet i uns prats s'arriba a un sortint en volada que és el lloc on comença la gran baixada a la platja, camí que està totalment ple de mala herba.
Hi ha un altre accés que si l'anterior era poc recomenndable, aquest ho és menys encara. Comença des de la zona denominada «La Atalaya» i desviar-se a la dreta entrant en Cudillero on cal preguntar. Existeix un càmping proper a la zona de «El Pitu». La platja no té cap servei i s'insisteix que no és recomanable iniciar la baixada pel perilloses que són i la tupida d vegetació amb la qual es troben pràcticament tot l'any.